# Џемал Гурсел
Џемал Гурсел (тур. Cemal Gürsel; Ерзурум, 13. октобар 1895 — Анкара, 14. септембар 1966) је био турски високи војни официр и државник. Често се спомиње као „отац друге Републике“, четврти је председник Републике Турске.
У периоду пре стварања Републике учествовао је у борбама код Чанакалеа и у Сирији. Касније као ратни заробљеник интерниран у Египту.
Након државног удара изведеног 27. маја 1960. године од стране групе официра и свргавања са власти председника Републике Џелала Бајара и председника Владе Аднана Мендереса, Гурсел је ушао у политички живот земље. Иако није учествовао у пучу, због велике популарности међу народом, пучисти су предложили Гурсела за председника владе и председника Републике.
Гурсел је умро 1966. године после теже болести. Оплакиван од целе нације, сахрањен је првобитно у маузолеју Кемала Ататирка. Иза себе је оставио супругу Мелахат (у браку од 1927) и једно дете.